# Circunscripción electoral de Fuerteventura

Circunscripción de Fuerteventura
Cortes Generales* Senado: 1 senador (de 266)Parlamento de Canarias* 8 escaños (de 70))Cabildo Insular de Fuerteventura* 23 escaños (de 23)

Fuerteventura es una circunscripción electoral española, utilizada como distrito electoral para el Senado, que es la Cámara Alta del Parlamento español. Se corresponde con la isla de Fuerteventura, que pertenece a Canarias, y elige 1 senador.
Asimismo, Fuerteventura es una de las 8 circunscripciones del Parlamento de Canarias para el que elige 8 diputados, y constituye la circunscripción única para la elección de los 23 miembros del Cabildo Insular de Fuerteventura.

## Ámbito de la circunscripción y sistema electoral
En virtud del artículo 69.3 de la Constitución Española de 1978 los límites de la circunscripción debe ser los mismos que los de la isla de Fuerteventura. El voto es sobre la base de sufragio universal secreto. En virtud del artículo 12 de la constitución, la edad mínima para votar es de 18 años.
En el caso del Senado, el sistema electoral sigue el escrutinio mayoritario plurinominal. Se elige un senador, que se corresponde con el que más votos haya recibido.

## Cabildo Insular de Fuerteventura

### Consejeros obtenidos por partido (1979-2023)
|                        | Coalición Canaria                      | CCa            |    |    |    |    | 6  | 6  | 7  | 10 | 9  | 9  | 7  | 8  |
|                        | Asamblea Majorera                      | AM             | 9  | 9  | 7  | 7  | 6  | 6  | 7  | 10 | 9  | 9  | 7  | 8  |
|                        | Partido Progresista Majorero           | PPM            |    |    |    |    |    |    |    |    | 3  | 2  | 7  |    |
|                        | Partido Socialista Canario             | PSOE Canarias  | 1  | 1  | 2  | 4  | 3  | 5  | 6  | 6  | 4  | 5  | 7  | 5  |
|                        | Partido Popular de Canarias            | PP de Canarias | 1  | 1  | 0  | 0  | 4  | 3  | 6  | 5  | 5  | 3  | 4  | 5  |
|                        | Independientes de Fuerteventura        | IF             |    | 5  | 4  | 3  | 4  | 3  | 2  | 0  | 2  | 1  | 3  | 3  |
|                        | Nueva Canarias                         | NCa            |    |    |    |    |    |    |    | 0  | 2  | 1  | 3  | 3  |
|                        | Asambleas Municipales de Fuerteventura | AMF            |    |    |    |    |    |    |    |    | 2  | 1  | 3  | 2  |
|                        | Podemos Canarias                       | PODEMOS        |    |    |    |    |    |    |    |    |    | 3  | 2  | 0  |
| Partidos desaparecidos |                                        |                |    |    |    |    |    |    |    |    |    |    |    |    |
|                        | Centro Democrático y Social            | CDS            |    | 1  | 4  | 3  | 0  | 0  |    |    |    |    |    |    |
|                        | Unión de Centro Democrático            | UCD            | 6  |    |    |    |    |    |    |    |    |    |    |    |
| Total                  | Total                                  | Total          | 17 | 17 | 17 | 17 | 17 | 17 | 21 | 21 | 23 | 23 | 23 | 23 |

## Parlamento de Canarias

### Diputados obtenidos por partido (1983-2023)
|                        | Partido Socialista de Canarias          | PSOE Canarias  | 1 | 1 | 2 | 2 | 2 | 2 | 3 | 2 | 2 | 3 | 2 |
|                        | Coalición Canaria                       | CCa            |   |   |   | 2 | 3 | 2 | 2 | 3 | 3 | 3 | 3 |
|                        | Partido Popular de Canarias             | PP de Canarias | 1 |   |   | 2 | 2 | 3 | 2 | 2 | 1 | 1 | 2 |
|                        | Nueva Canarias                          | NC             |   |   |   |   |   |   |   |   |   | 1 | 1 |
|                        | Unidas Sí Podemos                       | USP            |   |   |   |   |   |   |   |   | 1 | 0 | 0 |
| Partidos desaparecidos |                                         |                |   |   |   |   |   |   |   |   |   |   |   |
|                        | Asamblea Majorera                       | AM             | 3 | 3 | 2 |   |   |   |   |   |   |   |   |
|                        | Centro Democrático y Social             | CDS            | 2 | 2 | 1 |   |   |   |   |   |   |   |   |
|                        | Agrupaciones Independientes de Canarias | AIC            |   | 1 | 2 |   |   |   |   |   |   |   |   |
|                        | Plataforma Canaria Nacionalista         | PCN            |   |   |   | 1 |   |   |   |   |   |   |   |
| Total                  | Total                                   | Total          | 7 | 7 | 7 | 7 | 7 | 7 | 7 | 7 | 7 | 8 | 8 |

## Senado
Relación de senadores electos por la circunscripción:
| Legislatura   | Senador/a                                                                         | Partido político |
| ------------- | --------------------------------------------------------------------------------- | ---------------- |
| Constituyente | Miguel Cabrera Cabrera                                                            | AM               |
| I             | Miguel Sánchez Velázquez                                                          | UCD              |
| II            | Miguel Cabrera Cabrera                                                            | AM               |
| III           | Gerardo Mesa Noda                                                                 | AM               |
| IV            | Gerardo Mesa Noda                                                                 | AM               |
| V             | Manuel Bernabé Travieso Darias                                                    | CC               |
| VI            | Domingo González Arroyo                                                           | PP               |
| VII           | Claudina Morales Rodríguez                                                        | CC               |
| VIII          | Ana del Pilar Padilla Camejo (2004-2006), Almudena Montserrat de León (2006-2008) | PP               |
| IX            | Ana del Pilar Padilla Camejo (2008-2010), Almudena Montserrat de León (2010-2011) | PP               |
| X             | Claudio Gutiérrez Vera (2011-2014), Sandra Domínguez Hormiga (2014-2015)          | PP / PP-AMF      |
| XI            | Claudio Gutiérrez Vera (2016-2018), Esther Hernández (2018-2019)                  | PP               |
| XII           | Claudio Gutiérrez Vera                                                            | PP               |
| XIII          | Paloma Hernández Cerezo                                                           | PSOE             |
| XIV           | Paloma Hernández Cerezo                                                           | PSOE             |
| XV            | Paloma Hernández Cerezo                                                           | PSOE             |